# Нови Зигос
Нови Зигос (грч. Νέος Ζυγός, Неос Зигос) је насељено место у општини Кавала у периферији Источна Македонија и Тракија, Грчка. Према попису из 2021. године било је 365 становника.
Насеље се први пут помиње на попису из 1991. године са два становника. Стари назив места је Просфигес.